# Elena Guro
Elena Genrichovna Guro in russo Елена Генриховна Гуро? (Pietroburgo, 18 maggio 1877 – Usikirko, 6 maggio 1913) è stata una scrittrice e pittrice russa.
Esordì con L'organetto (1909), poesia simbolista seguita da Sogno d'autunno (1913). La sua opera più importante è tuttavia Cammellini del cielo (1914), d'ispirazione futurista.